# NGC 6787
NGC 6787 (również PGC 62987 lub UGC 11424) – galaktyka spiralna z poprzeczką (SBb), znajdująca się w gwiazdozbiorze Smoka. Odkrył ją Lewis A. Swift 10 września 1885 roku.